# معهد الدفاع الوطني
معهد الدفاع الوطني (بالفرنسية: Institut de défense nationale)‏ هي مؤسسة عمومية تونسية ذات طابع إداري يتمتع بالشخصية المعنوية والاستقلالية المالية. هدف المعهد هو تطوير الحس الدفاعي الشامل لدى الإطارات العليا للدولة وتنميته وامتلاك مخبر أفكار باستطاعته تنمية الفكر الاستراتيجي والبحوث المنجزة عنه.

## المهام
المهام الرئيسية لمعهد الدفاع الوطني هي:
- تنظيم دورات دراسية يساهم فيها سامي إطارات الدولة وتتعلق بشؤون الدفاع الوطني زمن السلم وفي حالة الحرب.
- تكوين بنك معلومات يهتم خاصة بالميادين الاقتصادية والعلمية والتقنية والعسكرية .
- القيام بدراسات جغراسياسية للبلدان ومجموع البلدان التي لها تأثير مباشر على الأمن الخارجي أو على سياسة البلاد.
- تحليل كل حدث عالمي يمكن أن تكون له انعكاسات عاجلة أو آجلة على دفاع تونس وأمنها.

## مقالات ذات صلة
- الجيش الوطني التونسي
- وزارة الدفاع الوطني (تونس)

## روابط خارجية
- صفحة مدرسة الأركان على موقع وزارة الدفاع.